# Château de la Verrerie (Cher)

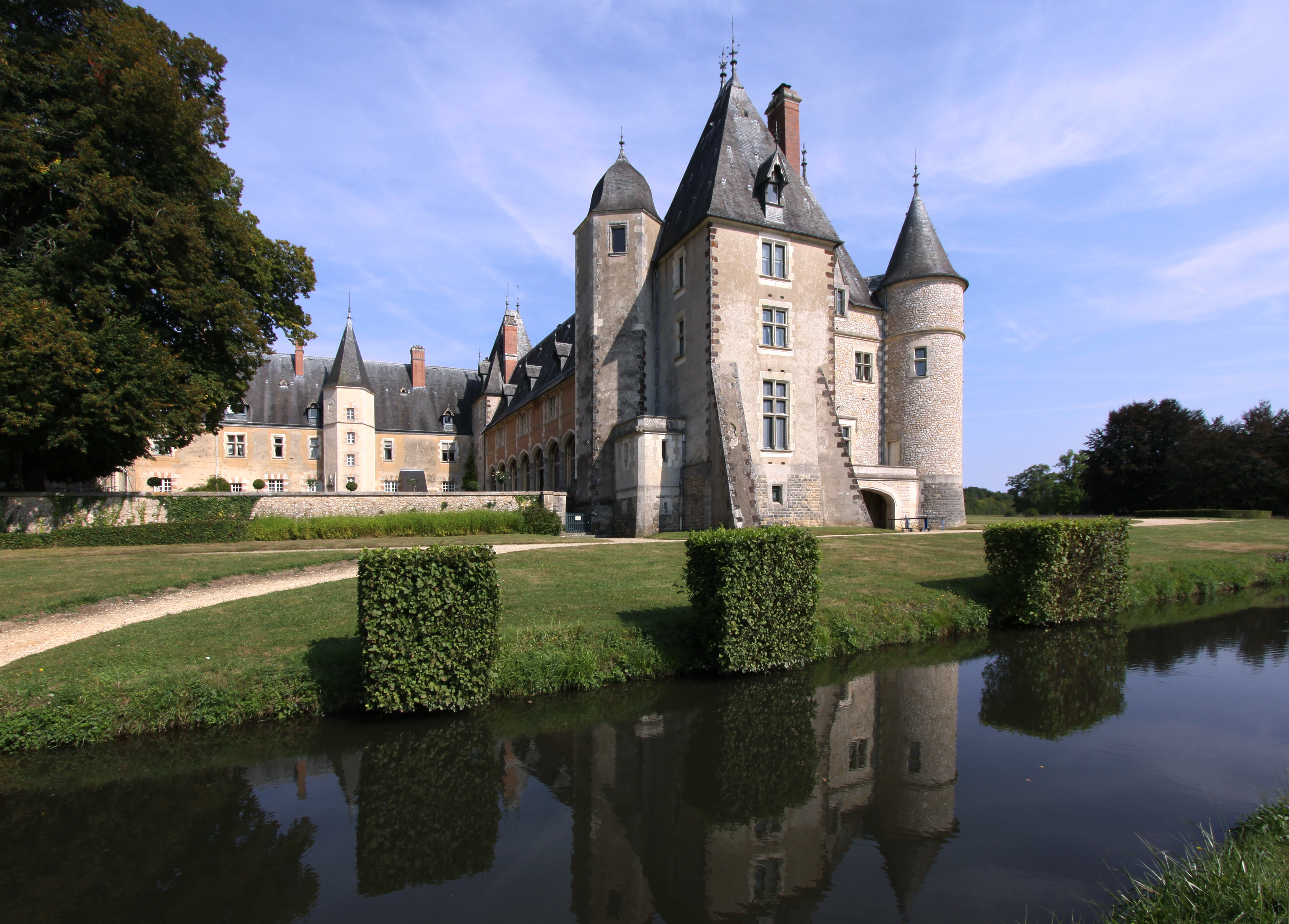
Vista exterior do Castelo de la Verrerie.

O Château de la Verrerie é um palácio da França situado na comuna de Oizon, departamento de Cher, próximo de Aubigny-sur-Nère, na fronteira entre o Berry e a Sologne.

## Origem do nome
O nome de "la Verrerie" aparece somente no final do século XV e traduz a existência nessa época duma pequena fábrica de vidro que se perpetuará, ou pelo menos será reactivada no século XVII para desaparecer entre 1815 e 1820. 
Além disso, o nome espalha-se facilmente pela região, numa altura em que a pequena indústria vidreira requeria o uso da areia do Sologne, permitindo que muitos nobres estabelecessem algumas actividades sem perda de prestígio.

## História

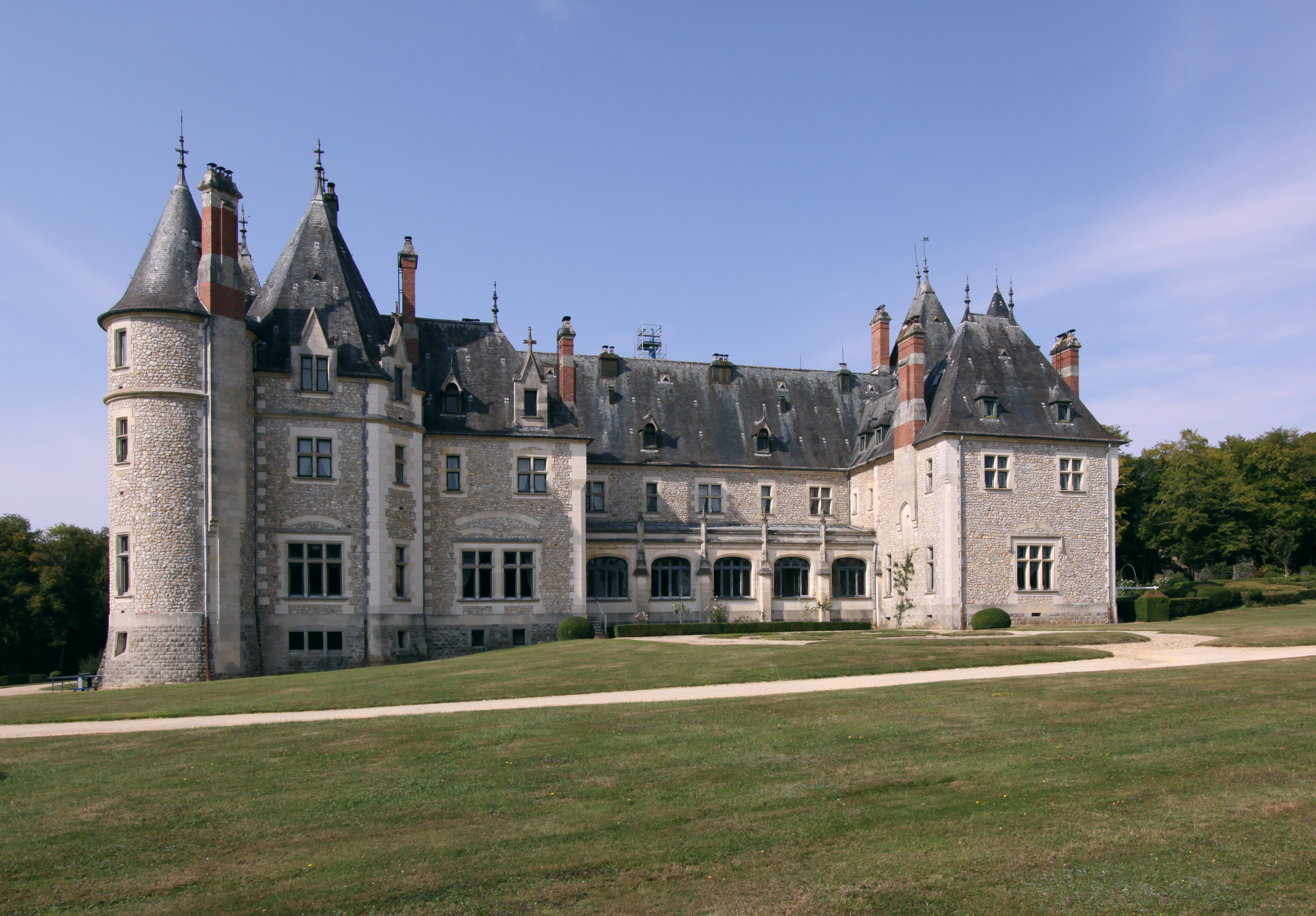
Vista parcial do Castelo de la Verrerie.

Foram os Stuart quem edificaram palácio actual, em estilo renascença.
Em 1419, Carlos VII invoca o socorro dos escoceses, no contexto da Auld Alliance, aliança entre a França e a Escócia, para ajudar na luta contra a Inglaterra. Chegou então a França um pequeno exército, mais notável pela sua bravura que pelo número dos seus homens (450), comandado por Jean Stuart de Darnley, primo do rei da Escócia. Com o apoio do contingente, o monarca francês acabaria por vencer, em 1421, a Batalha de Baugé. Como recompensa, Jean receberia numerosas marcas de gratidão pelos seus "hauts, grands et honorables services" ("altos, grandes e honrosos serviços"), nomeadamente o senhorio Concressault, nesse mesmo ano de 1421, a cidade e castelania de Aubigny, em 1425, o Condado de Evreux, em 1426, e ainda o privilégio de poder acrescentar a flôr-de-liz da França ao seu brasão. No entanto, teria pouco tempo para desfrutar das suas novas propriedades, uma vez que viria a falecer em 1429 frente a Orleães, deixando poucos vestígios no Berry. 
A Verrerie permaneceu na descendência de Jean de Darnley até 1672, embora com uma mudança de ramo em 1508. Quando Carlos Stuart faleceu, em 1672, sem herdeiros, gerou-se uma situação delicada. O Rei Carlos II de Inglaterra era herdeiro em linha directa de Jean Stuart Darnley, sendo portanto pretendente dos bens doados por Carlos VII de França. No entanto, Luís XIV não reconheceu essa sucessão e deitou mão a Aubigny. Contudo, em 1673 aceitou conceder Aubigny, elevada a ducado, à amante do rei inglês, Louise de Kéroualle, Duquesa de Portsmouth, que também era seu agente em Londres. Em França, a existência de Louise era partilhada entre Paris e Aubigny, tendo decidido instalar-se no Château de la Verrerie depois da morte do amante. Já idosa e doente, retira-se para o seu apartamento parisiense, onde viria a falecer numa manhã de Novembro de 1734. 
O Ducado de Aubigny passou, então, para o seu neto, Carlos Lennox, 2º duque de Lennox, filho de Carlos Lennox, Duque de Lennox e de Richmond, sendo este último filho de Louise e de Carlos II de Inglaterra, falecido antes da mãe, em 1723. Os seus descendentes conservaram o Château de la Verrerie até ao fim da primeira metade do século XIX, tendo perdido temporariamente o seu controlo após a Revolução Francesa. 
Depois da morte de Carlos, 3º duque de Richmond, os seus herdeiros reivindicam uma parte do bens em conformidade com a lei francesa, o que deu início a um longo processo que levou à venda de terrenos. Em 1841, são reconhecidos nada menos que sessenta e dois herdeiros pelo tribunal. Muitos deles já haviam vendido a sua participação a uma companhia de homens de negócios de Paris, a MM. Legentil, a qual vendeu, em leilão, o Château de la Verrerie no dia 25 de Maio de 1842. 
Desta forma, o palácio foi adquirido por Léonce de Vogüé, o qual instalou ali a sua numerosa família.
A partir de 1892, Louis de Vogüé, neto de Léonce, decidiu fazer do Château de la Verrerie uma residência familiar confortável, apropriada para acolher os nove filhos nascidos do seu casamento com Louise d'Arenberg. Na época, o palácio era inabitável sem a realização de grandes obras, de forma a trazer os confortos modernos ao velho palácio dos Stuart. Essas obras ficariam a cargo do arquitecto parisiense Ernest Sanson. 
O casal pensava em grande:queria um salão, um segundo salão para o bilhar, uma grande sala de comer, uma sala pequena para as crianças, um escritório, uma vasta cozinha, uma ne vaste cuisine, uma despensa, uma sala de sapatos, sem contar com inúmeros quartos de dormir e algumas casas de banho. Em vez de se acomodar aos edifícios existentes, o arquitecto Plutôt Sanson preconizou uma nova ala composta por uma galeria interior flanqueada por duas extensões com torres pontiagudas. 
Restava garantir o financiamento para tais trabalhos, pelo que as despesas do casal foram reduzidas ao mínimo. Em breve, as grandes obras da ala sul tiveram início, enquanto os interiores da ala este encontravam lentamente uma nova juventude, sendo revestidos de novos tecidos, móveis, tapetes persas e outros adornos à moda. 
Depois da Segunda Guerra Mundial, era conveniente uma organização diferente, a família não podia acomodar-se em raras passagens pelo Château de la Verrerie. Era necessário que um dos membros de instalasse ali de forma permanente para restaurá-lo e mantê-lo. 
Antoine, filho de Melchior e pai de Béraud, o actual proprietário, depois de se formar pela Escola Agrícola de Angers, regressou ao domínio familiar e assumiu a sua gestão. Depois da morte de sua mãe, Louise, em 1956, ocupou o palácio e começou a efectuar, com a ajuda da sua esposa, Françoise de Hautecloque, os indispensáveis trabalhos de consolidação e desenvolvimento com vista à adaptação para fins turísticos. O edifício renovado abriu ao público em 1960. 
Bérard de Vogüé, depois de fazer os seus estudos de direito em Paris e de passar 15 anos na América do Norte, regressou ao Château de la Verrerie a pedido do seu pai, onde desenvolve a actividade turística juntamente com a esposa, Diane Paul-Boncour.

### Lista dos senhores de Aubigny
Desde 1421, o Château de la Verrerie teve como proprietários:
Os Stuart
- Jean Stuart Darnley, primeiro senhor de Aubigny (1421-1429);
- Alain Stuart Darnley, segundo senhor de Aubigny (1429-1459) - filho do anterior;
- Jean Stuart Darnley, terceiro senhor de Aubigny (1459-1481) - irmão do anterior;
- Beraud Stuart Darnley, quarto senhor de Aubigny (1481-1508) - filho do anterior;

Os Lennox
- Robert Stuart, 1º Conde de Lennox, quinto senhor de Aubigny (1508-1543) - filho de Alain Stuart Darnley;
- Jean Stuart, sexto senhor de Aubigny (1543-1567) - irmão do anterior;
- Esme Stuart, sétimo senhor de Aubigny (1567-1583) - filho do anterior;
- Esme Stuart, oitavo senhor de Aubigny (1583-1624) - filho do anterior;
- Henry Stuart, nono senhor de Aubigny (1624-) - filho do anterior;
- George Stuart, décimo senhor de Aubigny - irmão do anterior;
- Liudovic Stuart, décimo primeiro senhor de Aubigny (-1665) - irmão dos anteriores;
- Carlos Stuart, décimo segundo senhor de Aubigny (-1665-1672) - filho do anterior;

A Duquesa de Porthsmounth e os Duques de Richmond
- Louise de Kéroualle, Duquesa de Porthmounth (1673-1734), amante de Carlos II de Inglaterra, descendente dos Stuart;
- Carlos Lennox (1734-1806), neto da anterior;
- Carlos Lennox (1806-1842), sobrinho do anterior.

Os Vogüé
- Léonce de Vogüé, por aquisição em leilão;
- Léonce L.M., Marquês de Vogüé;
- Robert de Vogüé;
- Eugène-Melchior, Visconde de Vogüé;
- Louis, Marquês de Vogüé;
- C.J. Melchior, Marquês de Vogüé;
- Melchior, Marquês de Vogüé;
- Antoine J.M., Conde de Vogüé;
- Françoise de Hautecloque;
- Béraud, Conde de Vogüé;

## Arquitectura

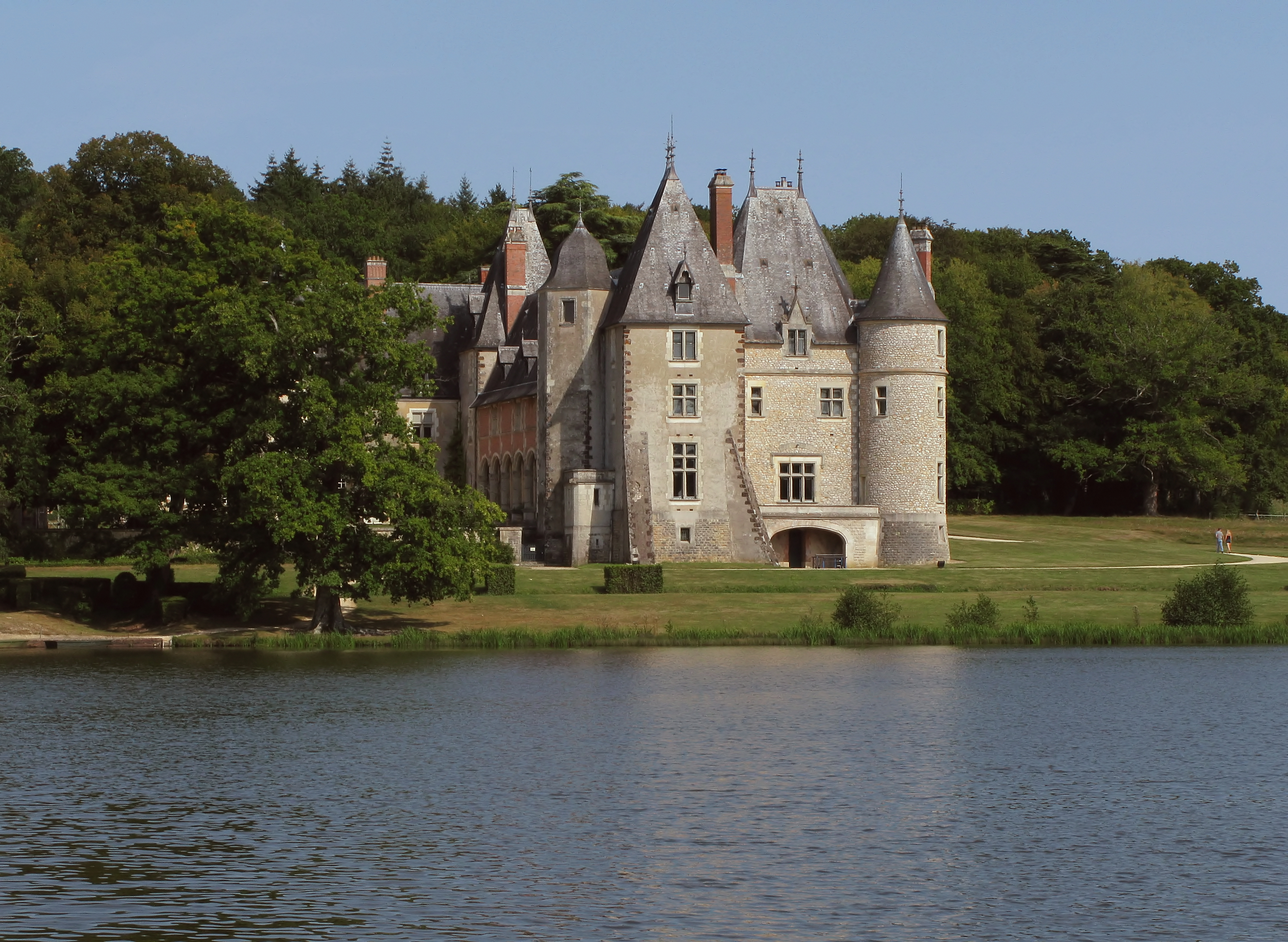
Vista parcial do Castelo de la Verrerie.

Apesar da sua arquitectura maciça, o Château de la Verrerie não apresenta fossos nem guaritas. Pelo contrário, trata-se duma residência de recreio inserida no meio das florestas e dos bosques, próximo das águas do rio Nère.
A entrada faz-se por norte, através dum pavilhão que forma uma portaria, ornado com quatro torretas nos ângulos. Para lá desse pavilhão, três corpos de edifícios articulam-se em torno dum pátio quadrado, formando o quarto lado, a oeste, um terraço com vista sobre a água, bosques e pastagens da paisagem circundante: a história não conservou nada do antigo edifício, suprimido no século XVII.
Ao lado do pavilhão de entrada, completando o lado norte do pátio, reina uma elegante capela ligada ao um maciço corps de logis (bloco) do lado este do mesmo pátio. O rés-do-chão, que suporta um andar principal e um telhado com mansardas, é atravessado ao centro por uma torre hexagonal que encerra uma escada em espiral. 
Por fim, a ala sul, em frente à entrada, apresenta uma notável galeria aberta para o pátio. Encimada por um andar, é flanqueado por dois pavilhões, dos quais um, a leste, se articula com o corps de logis principal, enquanto o outro, a oeste, termina o edifício na margem do lago. Este último acolhe uma torre hexagonal com escadaria interior que serve o andar e a mansarda sobre a galeria. 
A esta ala foram adicionados, do lado do parque, dois pavilhões ligados entre si por um corredor que, ao longo da parede do fundo da galeria, substitui os contrafortes de origem.
Parece ter havido uma segunda campanha de trabalhos no Château de la Verrerie, a qual deu ao edifício uma nova imagem. Esta campanha incidiu sobre a ala sul do palácio. Paralelamente a estas grandes obras, foram executados trabalhos de pintura e escultura na capela, na galeria e no portal de entrada. Efectuadas por iniciativa de Robert Stuart, a sua construção dataria dos anos 1520-1521, ou seja, alguns anos depois do falecimento da sua primeira esposa, Ana Stuart, ocorrido em 1516. Estas construções enriqueceram grandemente o primeiro edifício, constituído apenas pela ala este e que compreendia no rés-do-chão, além duma sala baixa, os qurtos do senhor e da senhora, um andar com o quarto do rei ("chambre du roi") - talvez ocasionado pela rápida passagem de Francisco I - uma sala alta e um quarto verde ("chambre verte"). Acima deste piso, existiam sótãos convertidos em quartos anexos.
De entre as dependências do palácio merecem destaque a capela, a galeria e as pinturas da galeria alta.

### A capela
A capela da Verrerie havia sido construída no século XV, por iniciativa de Béraud. Grande obra, madeiras, janelas e trabalhos de pintura foram acabados a esse título em 1498. Na época do seu sucessor, Robert, a capela foi colocada sob a protecção da Virgem recebendo o nome da Anunciação. A abóbada, pintada em azul semeado de estrelas de ouro, mostra uma série de medalhões com bustos de homens e mulheres representados, segundo o hábito do Renascimento, com um aparato ligado à antiguidade. Devem ser, tal como os bustos que decoram a galeria, de parentes e amigos próximos dos Stuart, imortalizados na abóbada apainelada.
Na parte superior das paredes a capela apresentam uma colunata na qual apóstolo e mártires se alinham sobre um fundo encarnado semeado de flores de liz da França e de cardos da Escócia. Ao fundo do coro, acima do altar, figuram quatro evangelistas, identificáveis pelos seus atributos (leão, touro, anjo e águia), enquanto a empena oposta, acima de porta de entrada, está ornada com uma representação de São Cristóvão. Ao fundo da abside estão representados dois anjos portadores do estandarte e do escudo de Robert Stuart, além das armas de Béraud Stuart e da sua esposa, Anne de Maumont.
O altar, um simples bloco, encontra-se ligado a pequena divisória de pedra que corta a abside, de forma a individualizar uma pequena sacristia. Esta parede também devia permitir a existência duma tribuna em madeira, acessível a partir do interior do corps de logis vizinho por uma porta que ainda existe.
A capala abre-se por duas portas de estilo ogival ornadas com tímpanos decorados com as iniciais "A" e "R", e dispostas dum lado e doutro do altar. Duas estátuas com os rostos mutilados enfrentam-se sobre a divisória: à direita a Virgem e à esquerda um anjo. As suas roupas apresentam um grande refinamento, descrevendo para o anjo, no debrum da dalmática, um bordo de "colchetes" que não deixa qualquer dúvida sobre a ligação deste grupo escultórico com os senhores de Aubigny. O tabernáculo em madeira que repousa no altar carrega as armas de Robert Stuart. Encontrado no palácio, substitui um outro tabernáculo de estilo barroco desde as obras de 1930. 
Esta data marca uma ressurreição para a capela de La Verrerie. Por uma razão ainda misteriosa, as suas paredes haviam sido cobertas por uma camada espessa que escondia completamente os afrescos. A libertação e restauro desta decoração foram então confiados ao artista Yperman, que havia trabalhado anteriormente no Palácio dos Papas de Avinhão. Em homenagem à família de Vogüé, ele haveria de representar no último medalhão, situado do lado do pátio, uma das filhas de Louis, Marie, Condessa Terray, que havia participado activamente no restauro do edifício.
Dois vitrais deixam passar uma luminosidade amena na pequena nave. O primeiro data de 1942 e foi oferecido a Louis de Vogüé por ocasião das suas bodas de ouro. De baixo para cima, representa Rochecolombe, o berço da família Vogüé, um anjo levando a parte nova do edifício para junto do edifício original, as sete fazendas do antigo domínio dispostas em espigas e diversas recordações familiares. O segundo vitral evoca, também, recordações da família: um egípcio, em lembrança de Louis de Vogüé, presidente da Companhia do Canal do Suez (Compagnie du Canal de Suez), ou ainda uma residência mágica, em homenagem à Maison Enchantée (Casa Encantada), obra da Marquesa de Vogüé.

### A galeria

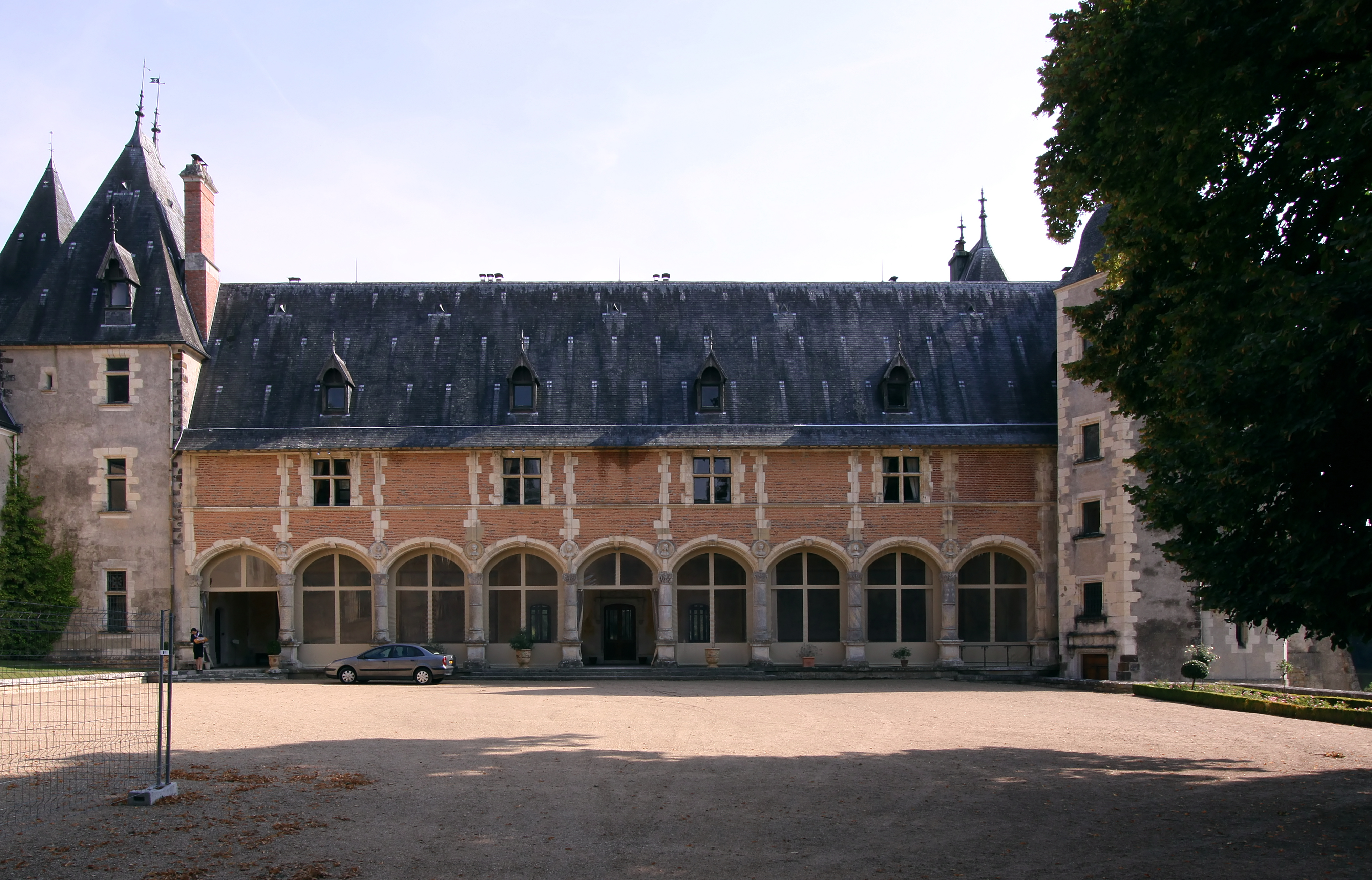
Aspecto da galeria do Castelo de la Verrerie.

A construção da galeria deve ser atribuído a Robert Stuart, marechal de Aubigny, nos primeiros anos do seu casamento com a sua segunda esposa, Jacqueline de La Queille, por volta de 1520.
Ele dispôs-se a não dar aos exemplos italianos uma influência demasiado grande no desenvolvimento do estilo renascentista no Berry, e especialmente no Château de la Verrerie. A tradição puramente francesa das galerias de pedra, às quais a galeria do Palais Jacques Coeur, de Bourges, serve de exemplo, é bastante precoce na região, nomeadamente no início do século XVI. São exemplo disso as galerias da Capela de Angillon, em Nançay, do Hôtel Cujas e do Hôtel Lallemant, ambos em Bourges.
De resto, o mestre pedreiro que traçou e dirigiu os trabalhos contentou-se em erguer uma construção muito sóbria: Utilizando ao máximo o tijolo, apoiou a galeria coberta e fechada por uma colunata de nove arcos. Só os elementos pares se abrem para as grandes janelas com mainéis cruzados, apoiadas num cordão com dentículos que corre ao longo de toda a fachada. A pedra foi utilizada, de início, para marcar a separação desses vãos, dos quais sublinha os ritmos verticais e horizontais, e depois, para os elementos decorativos como as molduras das portas e janelas, e o uso de colunas, arcos e outros cordões e cornijas.
A sobriedade desta construção é largamente resgatada pela qualidade do aparelhamento e da decoração, assim como pelas belas proporções dos dois pavilhões que a flanqueiam a este e a oeste. Esta galeria é ornada, efectivamente, por um arica decoração. Motivos, entre outros, de folhagens, arabescos, "colchetes" e hélices cobrem a superfície das colunas. No seu topo, elegantes capitéis descrevem uma bela ornamentação vegetal. Medalhões em mármore coroam esses pilares, pondo em relevo bustos de homem ou de mulher rodeados por folhagens ou "colchetes" e nos quais, tal como na capela, não é difícil imaginar alguns familiares dos Stuart. Por fim, as pilastras nas janelas estão ornadas, ainda, por finas cinzeladuras vegetais, como é comum por todo o Renascimento, e por "colchetes", sinal incontornável, selado na pedra, da presença dos Stuart, o que aproxima o palácio duma visão mais local, mais familiar, longe dos ouriços e salamandras presentes nos palácios da região do Rio Loire.

### As pinturas da galeria alta
Belas pinturas, provavelmente da primeira metade do século XVI, ornamentam as paredes da galeria alta, Cerca de 1890, estes afrescos foram copiados em tela e quatro deles, representando alguns Stuarts a cavalo, foram reproduzidos de forma idêntica na colunata. Dois outros, representando Stuarts a pé, foram igualmente conservados e emprestados ao Museu da Velha Aliança (Musée de la Vieille Alliance) em Aubigny. Um dos seus autores é um certo Ian van Waveren, pintor e escultor holandês originário de Haia, mencionado em duas inscrições gravadas na galeria alta.